# القلب نورس وحيد
القلب نورس وحيد، مجموعة نصوص في أدب الرحلات من مؤلفات الشاعرة والكاتبة العربية السورية غادة السمان، صدرت في عام 1998، عن منشورات غادة السمان في بيروت، لبنان.